# Taphrina carnea
Taphrina carnea  (лат.) — вид грибов рода тафрина (Taphrina) отдела аскомицеты (Ascomycota), паразит берёзы (Betula). Вызывает пятнистость и разрастание ткани листьев.

## Описание
Пятна на листьях жёлтые, розовые или красные, затем чернеют; мясистые вследствие разрастания поражённой ткани, морщинистые. У берёзы карликовой обычно поражается весь лист, у других видов пятна занимают часть листа.
Мицелий межклеточный, зимующий.
Сумчатый слой («гимений»)  восковидный, сероватый, развивается на обеих сторонах листа.
Аски  размерами 34—80×12—30 мкм, цилиндрические, продолговатые или неправильной формы, с округлыми или тупыми верхушнами и расширенным основанием. Базальные клетки (см. в статье Тафрина) отсутствуют.
Аскоспоры 5—6×3—4,5 мкм, быстро почкуются и наблюдаются очень редко. Бластоспоры округлые, эллипсоидные или палочковидные,  3—6×2—4 мкм. 

## Распространение и хозяева
Taphrina carnea впервые описана в Швеции, типовой хозяин — берёза карликовая (Betula nana), также поражает берёзу овальнолистную (Betula ovalifolia), берёзу низкую (Betula humilis), берёзу пушистую (Betula pubescens). Гриб широко распространён в Евразии и Северной Америке, встречается на северных островах — Шпицберген, Исландия, Гренландия.

## Близкие виды
- Taphrina bacteriosperma вызывает сходные симптомы, но обычно при этом не происходит разрастания ткани листовой пластинки. При развитии Taphrina carnea и Taphrina bacteriosperma на берёзе карликовой между этими видами грибов наблюдаются переходные формы.